# 김대희 (희극인)
김대희(金大熙, 1974년 6월 24일 ~ )는 대한민국의 희극인이다. 

## 생애
1999년에 KBS 14기 공채 개그맨으로 정식 데뷔하였는데 노라조 멤버 조현준과 MBC TV 9기 개그맨 시험에 응시했으나 최종 과정에서 탈락했다.

## 학력
- 청주대학교 연극영화과

## 출연 작품

### 예능
- KBS2 《개그콘서트》
  - 〈사바나의 아침〉
  - 〈방황〉
  - 〈스승님 스승님〉
  - 〈바보삼대〉 아들 역
  - 〈연인들〉
  - 〈700 오 병팔이〉
  - 〈닥터.BJ〉
  - 〈봉숭아 학당〉 선생님 역(2005년 11월 6일 ~ 2006년 11월 12일, 2017년 7월 2일 ~2019년 5월 19일)
  - 〈일단뛰어〉
  - 〈집으로〉
  - 〈대화가 필요해〉 신봉선의 남편, 장동민(김동민)의 아버지 역(2006년 11월 19일 ~ 2008년 11월 30일)
  - 〈하류인생〉
  - 〈뜬금뉴스〉
  - 〈미끼〉 경찰 형사 역
  - 〈어우야〉
  - 〈씁쓸한 인생〉 (김준호를 대신하여) 두 번째 형님 역(2009년 8월 30일 ~ 2010년 3월 21일)
  - 〈가문이 영~꽝〉
  - 〈동물원〉
  - 〈개그전사 300〉
  - 〈유치개그〉
  - 〈꽃봉오리 예술단〉
  - 〈풀옵션〉
  - 〈맞수〉
  - 〈모델〉
  - 〈모델 친구〉
  - 〈남극의 눈물〉
  - 〈버전뉴스〉
  - 〈몰래가 중계〉
  - 〈사랑합니다, 형님〉 세 번째 형님 역
  - 〈선후배뉴스〉
  - 〈작전명령〉
  - 〈괴담극장〉
  - 〈꽁트의 신〉
  - 〈조아족〉
  - 〈실록 X-파일〉
  - 〈달인〉 MC 역 (류담의 대리, 2008년 2월 10일)[3]
  - 〈개그법정〉
  - 〈징글 정글〉 거미 역
  - 〈피곤한 가족〉 할아버지 역
  - 〈어르신〉 왕 어르신 역
  - 〈감수성〉 대갈공명 역
  - 〈좀도둑들〉 마카오 김 역
  - 〈미필적 고의〉 김원효와 김병철(송병철)의 아버지 역
  - 〈나는 아빠다〉 딸부잣집 아빠
  - 〈KBS 스페셜 그것이 알고싶은 추적 60분 수첩〉진행자 역
  - 〈초보뉴스〉
  - 〈쉰 밀회〉유아인 역
  - 〈닭치高〉
  - 〈대화가 필요해 1987〉김동민(장동민)의 아들, 신봉선의 대학 선배 역(2017년 7월 9일 ~ 2018년 6월 10일)
  - <돌아와 윰> (2017년 7월 16일)
  - <뷰티잉사이드> (2018년 5월 6일)
  - <빅픽처> 진행자 역 (2018년 6월 17일 ~ 7월 29일)
  - <가디언즈 7>
  - <알래 카메라>
  - <불후의 분장>
  - <그럴 수 있어>
  - <운수 좋은 날>
  - <마지막 새 코너> 상주 (대화가 필요해 아버지)
- 코미디 TV 《기막힌 외출》(2007년 2월 ~ 2007년 8월)
- 코미디 TV 《기막힌 외출 chapter 2》(2007년 7월 ~ 2007년 10월)
- 코미디 TV 《기막힌 외출 3》(2008년 1월 12일 ~ 2008년 4월 14일)
- 코미디 TV 《기막힌 외출 4》(2008년 7월 5일 ~ 2008년 10월 11일)
- 코미디 TV 《기막힌 외출 리턴즈》(2011년 6월 25일 ~ 2011년 9월 10일)
- 코미디 TV 《기막힌 외출 네버다이 : 시즌6》(2012년 3월 31일 ~ 2012년 6월 9일)
- KBS2 《쇼! 행운열차》
- KBS2 《시사터치 코미디 파일》
- KBS2 《코미디 파일》
  - 〈고수를 찾아서〉
  - 〈현장 25시〉
  - 〈영웅전설〉
  - 〈차카게 살자〉
- KBS2 《연예가 중계》
- KBS2 《웃음충전소》
- KBS2 《노래싸움 - 승부》 (2016년 12월 2일 ~ 2016년 12월 9일)
  - 〈계층공감 OLD & 형님〉
- SBS 《웃찾사》
- KBS2 《슈퍼 TV 일요일은 즐거워》
- KBS1 《퀴즈 탐험 신비의 세계》
- KBS2 《TV는 사랑을 싣고》
- KBS2 《출발드림팀 시즌 2》
- KBS2 《대국민 토크쇼 안녕하세요》
- KBS2 《퀴즈쇼 사총사》
- KBS2 《위기탈출 넘버원》
- KBS2 《이야기쇼 두드림》
- 춘천MBC TV 《신나군(신나軍)》
- KBS Joy 《연예매거진 엔터테이너스》
- SBS플러스 《현금택시 2》
- KBS1 《제18대 대통령 선거 개표방송》
- 팍스 TV 《김대희의 매거진파워》
- MBC Every1 《나인 투 식스》
- SBS 《화신 - 마음을 지배하는 자》
- tvN 《백만장자 게임 마이턴》
- MBC Every1 《나인 투 식스 2》
- tvN 《두남자의 특급찬양》
- KBS2 《가족의 품격 풀하우스》
- SBS 《스타 주니어쇼 붕어빵》
- MBC Every1 《리턴 투 컴퍼니》
- MBC 《미스터리 음악쇼 복면가왕》
- MBC Every1 《달라서 간다》
- MBC Every1 《비디오스타》
- KBS춘천방송총국 《이스트라이프 (아마도 마지막 존재)》
- KBS2 《개승자》
- MBC TV 《황금어장 라디오스타》
- KBS2 《1박 2일》

### 드라마
- 《옥탑방 왕세자》(2012년, SBS) - 방수봉 역
- 《못난이 주의보》(2013년, SBS) - 차대기 역
- 《KBS 드라마 스페셜 - 불침번을 서라》(2013년, KBS2) - 석훈 역
- 《내일은 실험왕》(2015년, 투니버스) - 구만리 역
- 《내일은 실험왕 2》(2016년, 투니버스) - 구만리 교장 역
- 《내성적인 보스》(2017년, tvN)
- 《최고의 한방》(2017년, KBS2) - 취객 2 역

### 연극
- 《모래여자》(2006년) - 남자 역

### 영화
- 《공포 특공대》
- 《더 히스토리》
- 《당신이 잠든 사이에》
- 《유감스러운 도시》

### CF
- 오리온 마이민트초초
- 오뚜기 3분요리
- 롯데 옥동자
- SDN닷컴
- 2009 대한늬우스 - 4대강 살리기 홍보
- 롯데리아 랏츠버거

## 유행어

### 《개그콘서트》
- 오늘의 버전, ○○버전.(버전뉴스)
- 에이~ 그건 아니다.(버전뉴스)
- 밥묵자.(대화가 필요해)
- 뭐하는겨~ 알았슈~(미끼)
- ○○○ 여전해.(좀 도둑들)
- 뭐~ ○○○? 금방간다.(피곤한 가족)
- 딸, 딸, 딸 번호 끝.(나는 아빠다)
- 기분 좋다고 소고기 사묵겠지~(어르신)
- 아니지.(어르신)
- 94년생 21살 유아인. 잘났어 정말.(쉰 밀회)
- 그만해, 이태식!(봉숭아 학당)
- 꽝!! (달인)

## 경력
- 주성대학교 디지털방송학과 겸임교수
- 코코엔터테인먼트 이사
- JDB 엔터테인먼트 대표이사

## 수상
- 1993년 제12회 충북연극제 최우수 단체상
- 2007년 KBS 연예대상 코미디부문 최우수상
- 2007년 KBS 연예대상 코미디부문 최우수코너상
- 2008년 제20회 한국PD대상 코미디언 부문 상
- 2010년 제11회 대한민국 영상대전 예능부문 포토제닉상
- 2014년 KBS 연예대상 코미디부문 남자 최우수상

## 홍보 대사
- 2008년 서울국제 e스포츠페스티벌 홍보대사
- 2010년 진천군 명예홍보대사
- 2010년 44데이 캠페인 홍보대사
- 2010년 저작권 보호 범국민 캠페인 홍보대사
- 2010년 제80회 춘향제 홍보대사
- 2013년 2014 지리산권 방문의 해 홍보대사
- 2014년 서울 캐릭터 라이선싱 페어 홍보대사
- 2015년 플랜코리아 홍보대사
- 2017년 공정무역 홍보대사[4]
- 2017년 남양주시 홍보대사[5]

## 같이 보기
- 김준호
- 유세윤
- 장동민
- 유상무
- 홍인규
- JDB엔터테인먼트